# Dévoreur d'âmes
Dévoreur d'âmes (The Gift) est le 11e épisode de la saison 8 de la série télévisée X-Files. Dans cet épisode, Doggett explore une piste afin d'élucider le mystère de la disparition de Mulder.

## Résumé
Dans la séquence prégénérique, un homme entre dans une maison isolée et fait feu sur une créature humanoïde avant de repartir. Il s'avère alors que cet homme est Mulder. Doggett se rend dans une petite ville de Pennsylvanie où Mulder serait allé l'année précédente afin d'y trouver quelque chose qui pourrait guérir la maladie du cerveau dont il souffrait depuis son exposition à un artefact extraterrestre (épisode Biogenèse). Le shérif Frey informe Doggett que Mulder enquêtait sur le cas de Marie Hangemuhl. Il apprend ensuite que celle-ci a raconté à Mulder une légende amérindienne locale sur une créature vivant dans les bois.

## Distribution
- David Duchovny : Fox Mulder
- Robert Patrick : John Doggett
- Mitch Pileggi : Walter Skinner
- Tom Braidwood : Melvin Frohike
- Dean Haglund : Richard Langly
- Bruce Harwood : John Fitzgerald Byers
- Caroline Lagerfelt : la femme des bois
- Jordan Marder : le dévoreur d'âmes
- Natalie Radford : Marie Hangemuhl
- Michael McGrady : le shérif Kurt Frey
- Justin Williams : Paul Hangemuhl

Gillian Anderson est créditée au générique mais n'apparaît pas dans l'épisode.

## Accueil

### Audiences
Lors de sa première diffusion aux États-Unis, l'épisode réalise un score de 8,8 sur l'échelle de Nielsen, avec 13 % de parts de marché, et est regardé par 14,58 millions de téléspectateurs.

### Accueil critique
L'épisode obtient des critiques plutôt favorables. Le site Le Monde des Avengers lui donne la note de 4/4. Zack Handlen, du site The A.V. Club, lui donne la note de A. John Keegan, du site Critical Myth, lui donne la note de 8/10.
Dans leur livre sur la série, Robert Shearman et Lars Pearson lui donnent la note de 2/5. Paula Vitaris, de Cinefantastique, lui donne la note de 1,5/4.